# Hugues de Saint-Martial
Hugues de Saint-Martial (zm. 31 marca 1403 w Awinionie) – francuski duchowny katolicki.

## Życiorys
W 1361 został mianowany kardynałem diakonem Santa Maria in Portico przez papieża Innocentego VI. Uczestniczył w konklawe 1362 i konklawe 1370. Protodiakon Świętego Kolegium od 1374. Pozostał w Awinionie gdy papież Grzegorz XI powrócił do Rzymu w 1377. Archiprezbiter bazyliki watykańskiej od 1374 do 1378, kiedy został pozbawiony tej funkcji przez papieża Urbana VI za przystąpienie do obediencji awiniońskiego antypapieża Klemensa VII. Uczestniczył w konklawe 1394. Choć był krytyczny wobec wybranego wówczas antypapieża Benedykta XIII, pozostał mu wierny aż do śmierci. Zmarł w Awinionie i tam został pochowany.